# Janne Korpi
Janne Korpi (ur. 5 lutego 1986 w Huhmari) – fiński snowboardzista, dwukrotny medalista mistrzostw świata.

## Kariera
Po raz pierwszy na arenie międzynarodowej pojawił się 4 kwietnia 2003 roku w Vuokatti, gdzie w mistrzostwach kraju zajął jedenaste miejsce w big air. W 2005 roku wystartował na mistrzostwach świata juniorów w Zermatt, gdzie zdobył złoty medal w halfpipe'ie. Na tej samej imprezie był też czwarty w big air.
W Pucharze Świata zadebiutował 5 grudnia 2003 roku w Tandådalen, gdzie zajął 45. miejsce w halfpipe’ie. Na podium zawodów pucharowych po raz pierwszy stanął 9 października 2005 roku w Rotterdamie, kończąc rywalizację w big air na trzeciej pozycji. W zawodach tych wyprzedzili go tylko jego rodak, Risto Mattila i Austriak Stefan Gimpl. Najlepsze wyniki osiągnął w sezonie 2011/2012, kiedy to wywalczył Kryształową Kulę w klasyfikacji generalnej AFU, natomiast w klasyfikacjach halfpipe’u i big air wywalczył małe kryształowe kule. W sezonie 2014/2015 powtórzył ten wyczyn z tym że małą kryształową kulę wywalczył w slopestyle'u.
Podczas mistrzostw świata w Arosie w 2007 roku wywalczył brązowy medal w big air. Wyprzedzili go tam jedynie Francuz Mathieu Crepel i kolejny reprezentant Finlandii, Antti Autti. Na tych samych mistrzostwach był też czwarty w halfpipe’ie, przegrywając walkę o podium z Kanadyjczykiem Bradem Martinem. Wynik ten powtórzył na rozgrywanych sześć lat później mistrzostwach świata w Stoneham, gdzie był trzeci w slopestyle'u. Tym razem wyprzedzili go tylko Fin Roope Tonteri i Mark McMorris z Kanady. Jego najlepszym wynikiem olimpijskim jest 18. miejsce w slopestyle'u na igrzyskach w Soczi w 2014 roku.

## Osiągnięcia

### Igrzyska olimpijskie
| Miejsce | Dzień     | Rok  | Miejscowość | Konkurencja | Zwycięzca           |
| ------- | --------- | ---- | ----------- | ----------- | ------------------- |
| 20.     | 12 lutego | 2006 | Turyn       | Half-pipe   | Shaun White         |
| 24.     | 17 lutego | 2010 | Vancouver   | Half-pipe   | Shaun White         |
| 18.     | 8 lutego  | 2014 | Soczi       | Slopestyle  | Sage Kotsenburg     |
| 35.     | 11 lutego | 2014 | Soczi       | Halfpipe    | Iouri Podladtchikov |

### Mistrzostwa świata
| Miejsce | Dzień       | Rok  | Miejscowość   | Konkurencja | Zwycięzca           |
| ------- | ----------- | ---- | ------------- | ----------- | ------------------- |
| 3.      | 19 stycznia | 2007 | Arosa         | Big Air     | Mathieu Crepel      |
| 4.      | 20 stycznia | 2007 | Arosa         | Half-pipe   | Mathieu Crepel      |
| 3.      | 18 stycznia | 2013 | Stoneham      | Slopestyle  | Roope Tonteri       |
| DNS     | 19 stycznia | 2013 | Stoneham      | Big Air     | Roope Tonteri       |
| 11.     | 20 stycznia | 2013 | Stoneham      | Halfpipe    | Iouri Podladtchikov |
| 16.     | 17 stycznia | 2015 | Kreischberg   | Half-pipe   | Scotty James        |
| 25.     | 21 stycznia | 2015 | Kreischberg   | Slopestyle  | Ryan Stassel        |
| 13.     | 24 stycznia | 2015 | Kreischberg   | Big Air     | Roope Tonteri       |
| 22.     | 11 marca    | 2017 | Sierra Nevada | Halfpipe    | Scotty James        |

### Puchar Świata

#### Miejsca w klasyfikacji generalnej
- sezon 2003/2004: -
- sezon 2004/2005: -
- sezon 2005/2006: 15.
- sezon 2006/2007: 21.
- sezon 2007/2008: 7.
- sezon 2008/2009: 29.
- sezon 2009/2010: 8.
  - AFU[2]
- sezon 2010/2011: 31.
- sezon 2011/2012: 1.
- sezon 2012/2013: 1.
- sezon 2013/2014: 13.
- sezon 2014/2015: 1.
- sezon 2015/2016: 74.
- sezon 2016/2017: 86.

#### Zwycięstwa w zawodach
1. Kreischberg – 9 stycznia 2006 (Big Air)
2. Turyn – 4 lutego 2007 (Big Air)
3. Sztokholm – 17 listopada 2007 (Big Air)
4. Saas-Fee – 31 października 2008 (Halfpipe)
5. Sztokholm – 22 listopada 2008 (Big Air)
6. Stoneham – 22 stycznia 2010 (halfpipe)
7. Quebec – 23 stycznia 2010 (Big Air)
8. Cardrona – 28 sierpnia 2011 (halfpipe)
9. Londyn – 29 października 2011 (Big Air)
10. Sierra Nevada – 27 marca 2013 (halfpipe)
11. Ruka – 13 grudnia 2013 (halfpipe)

#### Pozostałe miejsca na podium
1. Rotterdam – 9 października 2005 (Big Air) - 3. miejsce
2. Bardonecchia – 3 lutego 2007 (halfpipe) - 2. miejsce
3. Saas-Fee – 2 listopada 2007 (halfpipe) - 2. miejsce
4. Sofia – 22 grudnia 2007 (Big Air) - 2. miejsce
5. Saas-Fee – 3 listopada 2011 (halfpipe) - 3. miejsce
6. Stoneham – 23 lutego 2012 (halfpipe) - 3. miejsce
7. Stoneham – 21 lutego 2015 (slopestyle) - 2.miejsce
8. Szpindlerowy Młyn – 14 marca 2015 (slopestyle) - 2.miejsce

- W sumie (11 zwycięstw, 5 drugich i 3 trzecie miejsce).